# Орськ (Нижньосілезьке воєводство)
Орськ (пол. Orsk, нім. Urschkau) — село в Польщі, у гміні Рудна Любінського повіту Нижньосілезького воєводства.
Населення — 362 особи (2011).
У 1975-1998 роках село належало до Легницького воєводства.

## Демографія
Демографічна структура станом на 31 березня 2011 року:
|          | Загалом | Допрацездатний вік | Працездатний вік | Постпрацездатний вік |
| -------- | ------- | ------------------ | ---------------- | -------------------- |
| Чоловіки | 187     | 45                 | 122              | 20                   |
| Жінки    | 175     | 42                 | 102              | 31                   |
| Разом    | 362     | 87                 | 224              | 51                   |